# Li Bingjie
Li Bingjie (chinês: 李冰洁; Baoding, 3 de março de 2002) é uma nadadora chinesa, campeã olímpica.

## Carreira
Bingjie conquistou a medalha de ouro nos Jogos Olímpicos de Verão de 2020 em Tóquio na prova de 4×200 m livre, ao lado de Yang Junxuan, Tang Muhan, Zhang Yufei, Dong Jie e Zhang Yifan, com a marca de 7:40.33. Além disso, conseguiu o bronze nos 800 m livre.